# Валь-ді-Віцце
Валь-ді-Віцце (італ. Val di Vizze) — муніципалітет в Італії, у регіоні Трентіно-Альто-Адідже,  провінція Больцано.
Валь-ді-Віцце розташований на відстані близько 570 км на північ від Рима, 100 км на північ від Тренто, 50 км на північ від Больцано.
Населення — 2914 осіб (2014).

## Демографія
Населення за роками:

Станом на 1 січня 2023 року в муніципалітеті офіційно проживало 213 іноземців з 32 країн, серед них 63 громадяни країн Євросоюзу та 18 громадян України.

## Сусідні муніципалітети
- Бреннеро
- Кампо-ді-Тренс
- Фінкенберг
- Гріс-ам-Бреннер
- Ріо-ді-Пустерія
- Сельва-дей-Моліні
- Вальс
- Вандоїєс
- Віпітено